# Metro ve Stockholmu
Metro ve Stockholmu (švédsky Stockholms tunnelbana) je systém podzemní dráhy ve švédském hlavním městě Stockholmu. Tvoří jej tři trasy (zelená, modrá a červená), na kterých je v provozu sedm linek. Společně s příměstskou železnicí Pendeltåg tvoří základ městské hromadné dopravy. Síť je integrována do místního dopravního systému Storstockholms Lokaltrafik (SL).
Vlaky jsou provozovány od 5:00 do 1:00, s prodlouženou noční službou v pátek a sobotu. Na všech linkách jezdí během dne vlaky každých 10 minut, brzo ráno a později večer vlaky jezdí každých 15 minut a během noci jezdí každých 30 minut.

## Historie
První část zelené trasy byla otevřena v roce 1950. O pět let později přišly švédské umělkyně Siri Derkertová a Vera Nilssonová s návrhy na výzdobu právě budovaných dalších úseků metra. Nakonec předložily dva návrhy a pro jeden z nich se vyslovily všechny politické síly ve městě. O rok později byla vypsána veřejná soutěž na úpravu hlavní přestupní stanice T-Centralen. Umístění uměleckých děl vzbudilo veliký ohlas a tak se pokračovalo ve stejném stylu i v dalších stanicích. Díky tomu se v celé síti nachází mnoho moderního umění, a někdy bývá stockholmské metro přirovnáváno ke galerii.
První část červené linky byla otevřena pro veřejnost v roce 1964 a jako poslední, modrá linka, až roku 1976. Nejnovější prodloužení celé sítě s délkou nyní 143 km proběhlo roku 1994 a bylo na zelené lince. Ve stockholmském metru se jako v první síti tohoto typu na světě začaly distribuovat bezplatné noviny Metro, které jsou dnes známé ve velkých městech na světě.

### Zprovoznění úseků podle data
| Den           | Rok  | Úsek                                                    | Linka   |
| ------------- | ---- | ------------------------------------------------------- | ------- |
| 1. října      | 1950 | Slussen – Hökarängen                                    | Zelená  |
| 9. září       | 1951 | Gullmarsplan – Stureby                                  | Zelená  |
| 26. října     | 1952 | Kungsgatan (Hötorget) – Vällingby                       | Zelená  |
| 22. listopadu | 1954 | Stureby – Högdalen                                      | Zelená  |
| 1. listopadu  | 1956 | Vällingby – Hässelby gård                               | Zelená  |
| 24. listopadu | 1957 | Hötorget – Slussen                                      | Zelená  |
| 17. dubna     | 1958 | Skärmarbrink – Hammarbyhöjden                           | Zelená  |
| 18. listopadu | 1958 | Hässelby gård – Hässelby strand                         | Zelená  |
| 18. listopadu | 1958 | Hökarängen – Farsta                                     | Zelená  |
| 18. listopadu | 1958 | Hammarbyhöjden – Bagarmossen                            | Zelená  |
| 14. listopadu | 1959 | Högdalen – Rågsved                                      | Zelená  |
| 1. prosince   | 1960 | Rågsved – Hagsätra                                      | Zelená  |
| 5. dubna      | 1964 | T-Centralen – Fruängen                                  | Červená |
| 5. dubna      | 1964 | Liljeholmen – Örnsberg                                  | Červená |
| 16. května    | 1965 | Örnsberg – Sätra                                        | Červená |
| 16. května    | 1965 | T-Centralen – Östermalmstorg                            | Červená |
| 1. března     | 1967 | Sätra – Skärholmen                                      | Červená |
| 2. září       | 1967 | Östermalmstorg – Ropsten                                | Červená |
| 2. prosince   | 1967 | Skärholmen – Vårberg                                    | Červená |
| 29. srpna     | 1971 | Farsta – Farsta strand                                  | Zelená  |
| 1. října      | 1972 | Vårberg – Fittja                                        | Červená |
| 30. září      | 1973 | Östermalmstorg – Tekniska högskolan                     | Červená |
| 12. ledna     | 1975 | Tekniska högskolan – Universitetet                      | Červená |
| 12. ledna     | 1975 | Fittja – Norsborg                                       | Červená |
| 31. srpna     | 1975 | T-Centralen – HjulstaHjulsta (via Hallonbergen-Rinkeby) | Modrá   |
| 5. června     | 1977 | Hallonbergen – Akalla                                   | Modrá   |
| 30. října     | 1977 | T-Centralen – Kungsträdgården                           | Modrá   |
| 29. ledna     | 1978 | Universitetet – Mörby centrum                           | Červená |
| 19. srpna     | 1985 | Västra skogen–Rinkeby (via Sundbybergs centrum)         | Modrá   |
| 15. srpna     | 1994 | Bagarmossen – Skarpnäck                                 | Zelená  |

## Stanice
Ve Stockholmu je v provozu 100 stanic, z nichž 47 % je pod zemí. Stanice Kymlinge byla postavena, ale nikdy nebyla použita. Nejmladším úsekem v síti je trasa Bagarmossen-Skarpnäck na zelené lince 17. Původně linka končila v povrchové stanici Bagarmossen. Při prodloužení tato stanice zanikla a přesunula se pod zem. Na jejím místě dnes stojí bytové domy. 
Stockholmské metro je známé pro jeho výzdobu stanic; je nazýváno nejdelší uměleckou galerií na světě. Několik stanic (obzvláště na modré lince) je zdobeno surovým a nedokončeným podložím. Ve stanici Rissne je po obou stranách vestibulu informativní nástěnná freska o historii civilizací Země.
Metro má čtyři přestupní stanice: T-Centralen (všechny linky), Slussen (zelená a červená linka), Gamla Stan (zelená a červená linka) a Fridhemsplan (zelená a modrá linka.)

## Linky
- Zelená linka (švédsky Gröna linjen) má 3 trasy a 49 stanic. Z těcho 49 stanice je 12 podzemních a 37 nadzemních. Trať je dlouhá 41 km. Byla otevřen 1. října 1950 (trasa mezi stanicemi Slussen a Hökarängen).
- Červená linka (švédsky Röda linjen) má 2 trasy a 36 stanic. 20 stanic je podzemních a 15 nadzemních. Trať je dlouhá 41 km (je o 18 metrů kratší než zelená linka).Byla otevřena 5. dubna 1964.
- Modrá linka (švédsky Blå linjen) má 2 trasy a 20 stanic: 19 stanic je podzemních a jedna je nadzemní. Trať je dlouhá 25 km. Byla otevřeno 31. srpna 1975.

| Linka | Úsek                       | Datum otevření     | Délka   | Cestovní čas | Počet stanic (centrum města) |
| ----- | -------------------------- | ------------------ | ------- | ------------ | ---------------------------- |
| 10    | Kungsträdgården – Hjulsta  | 31. srpna 1975     | 15,1 km | 23 min       | 14 (5)                       |
| 11    | Kungsträdgården – Akalla   | 5. června 1977     | 15,6 km | 22 min       | 12 (5)                       |
| 13    | Norsborg – Ropsten         | 2. září 1967       | 26,6 km | 44 min       | 25 (10)                      |
| 14    | Fruängen – Mörby C         | 30. září 1973      | 19,5 km | 33 min       | 19 (9)                       |
| 17    | Åkeshov – Skarpnäck        | 19. listopadu 1958 | 19,6 km | 43 min       | 24 (12)                      |
| 18    | Alvik – Farsta strand      | 24. listopadu 1957 | 18,4 km | 37 min       | 23 (12)                      |
| 19    | Hässelby strand – Hagsätra | 9. září 1951       | 28,6 km | 55 min       | 35 (12)                      |
|       | Celkem                     | Celkem             | 110 km  | —            | 100 (25)                     |

## Vozový park
Provoz na linkách metra zajišťují dva typy souprav. Starší z nich je typ s označením C20 od výrobců Adtranz a Bombardier Transportation. V letech 1996 až 2004 bylo dodáno celkem 270 třívozových souprav o délce 46,5 metru. V provozu jezdí ve dvojicích nebo ve trojicích. V posledních letech soupravy prochází úpravou na typ C25. Interiér se podobá tomu z novějších souprav C30.  
Novějším typem je C30 od společnosti Alstom, jehož výroba probíhá od roku 2016. Do roku 2022 bylo dodáno 116 souprav, dalších 20 je ve výrobě. Soupravy C30 jsou dlouhé 70 metrů a jezdí vždy ve dvojicích. 

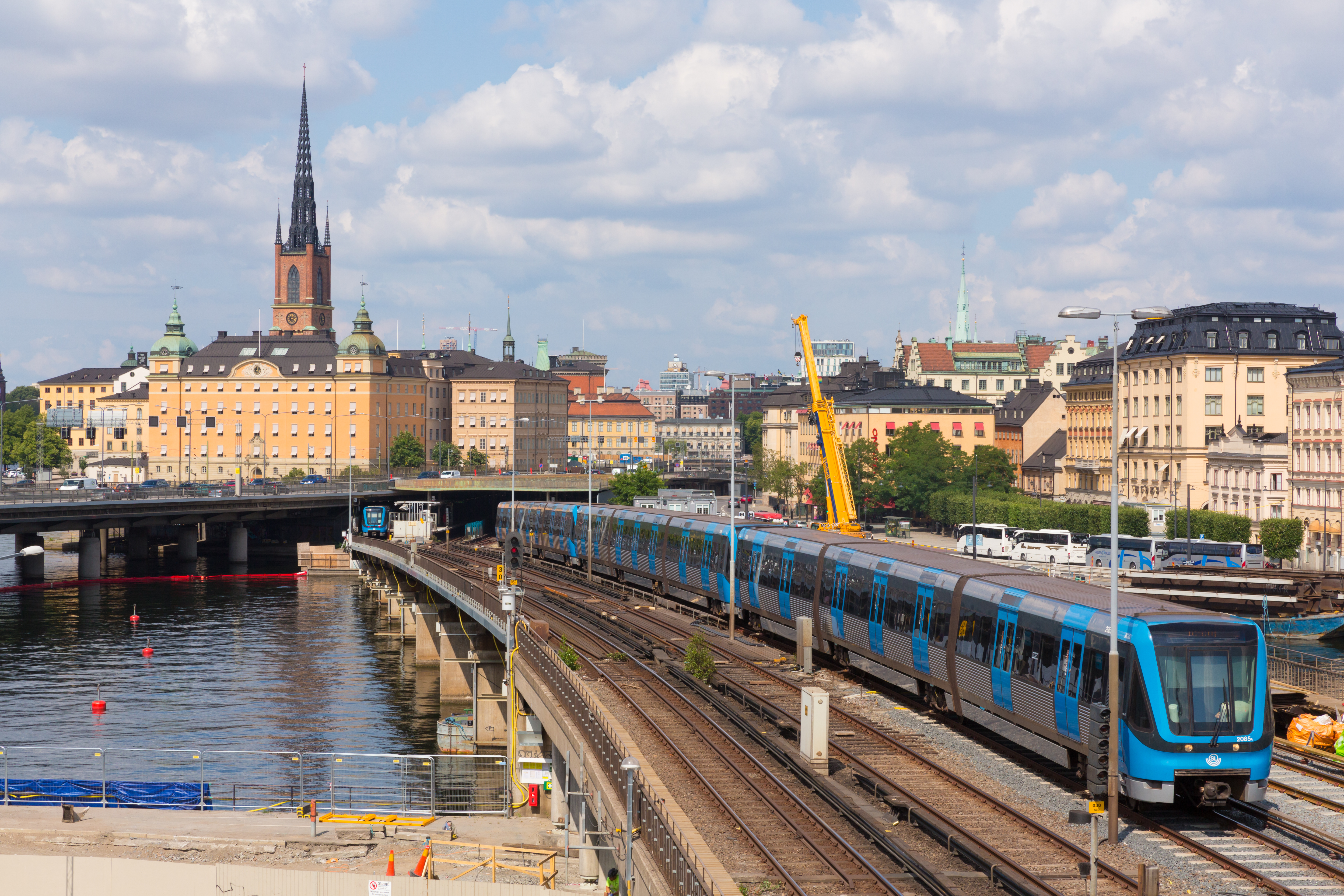
Souprava C20 mezi stanicemi Gamla stan a Slussen
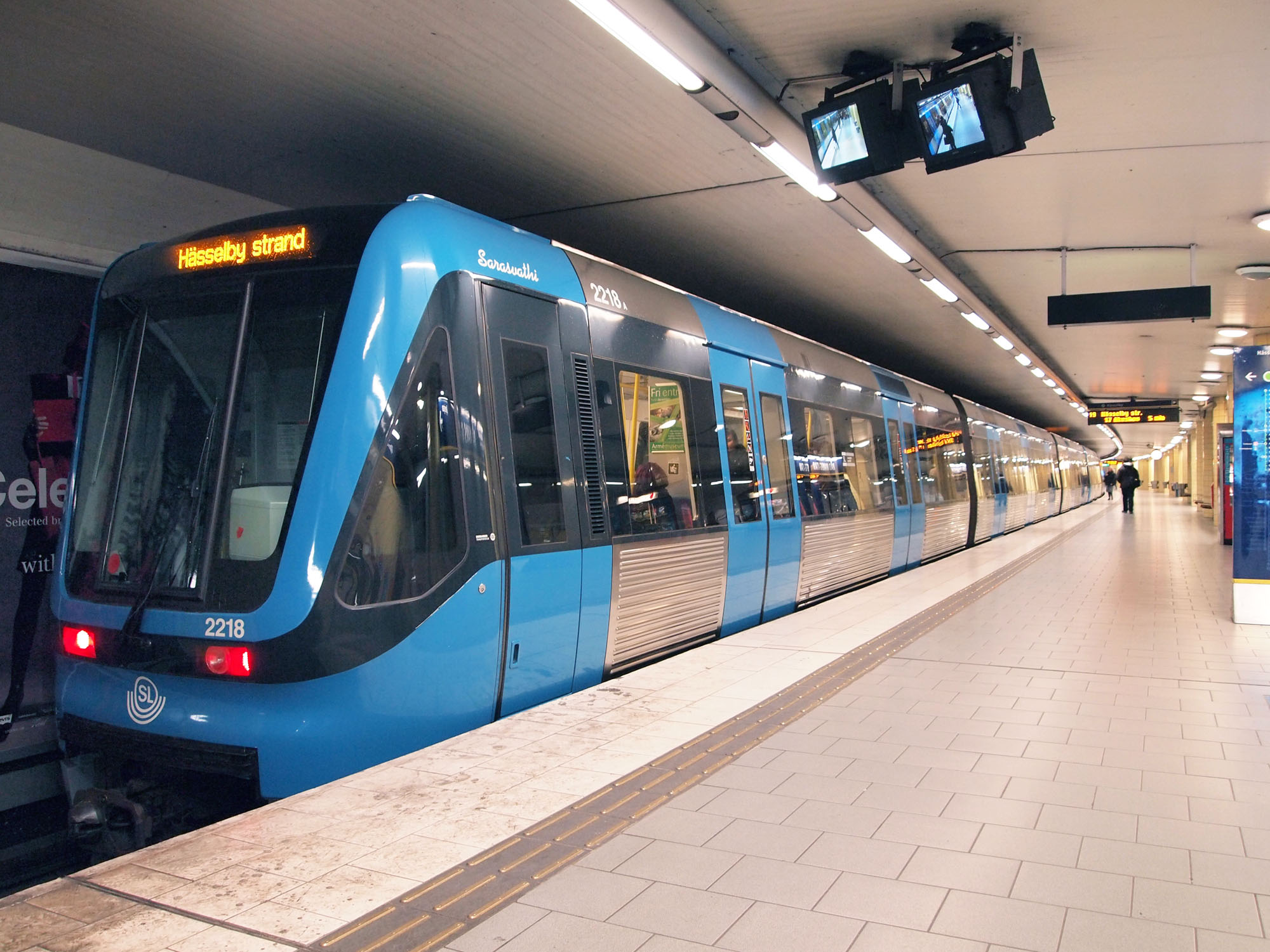
C20 ve stanici Sankt Eriksplan
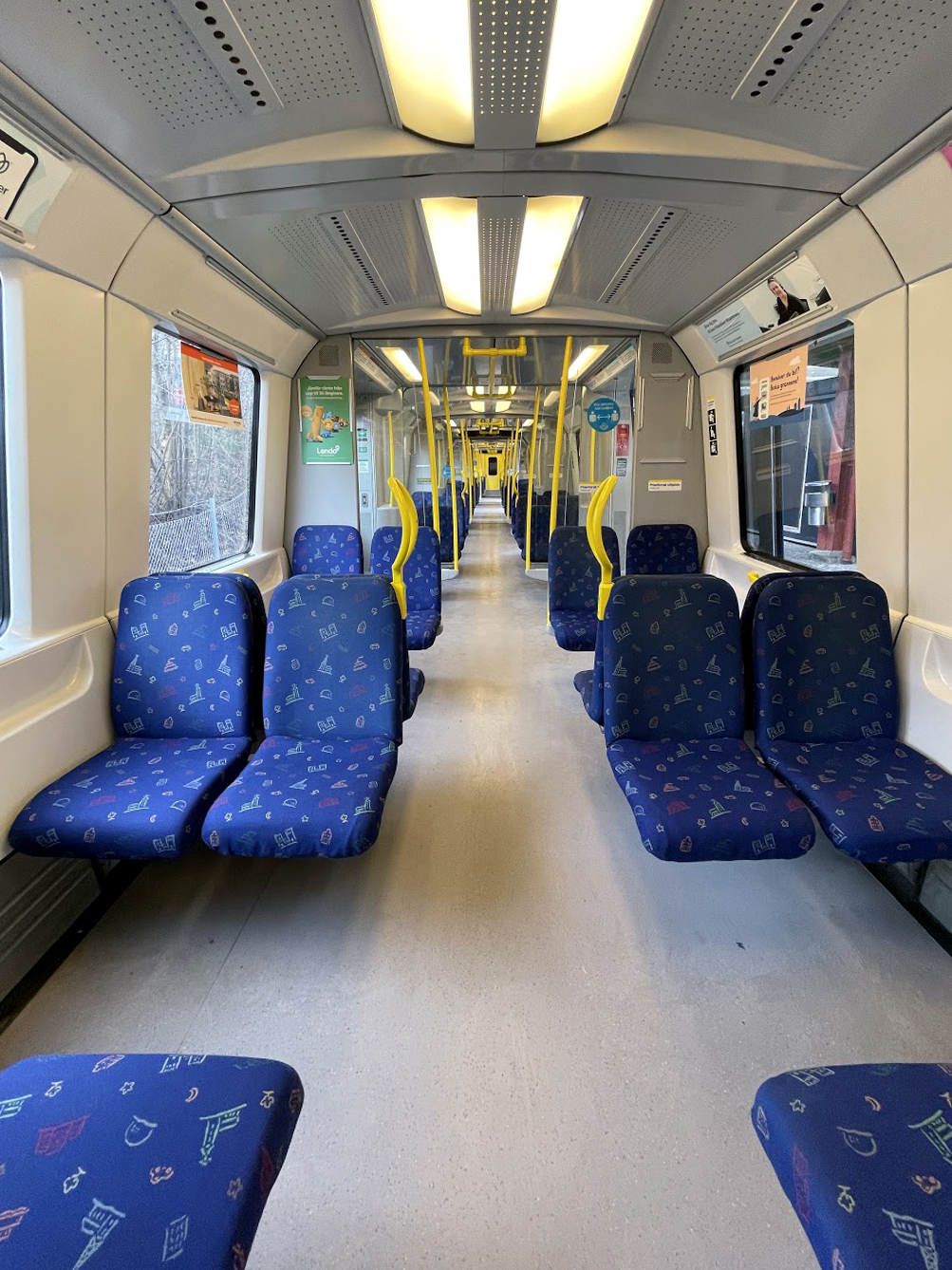
Interiér soupravy C20
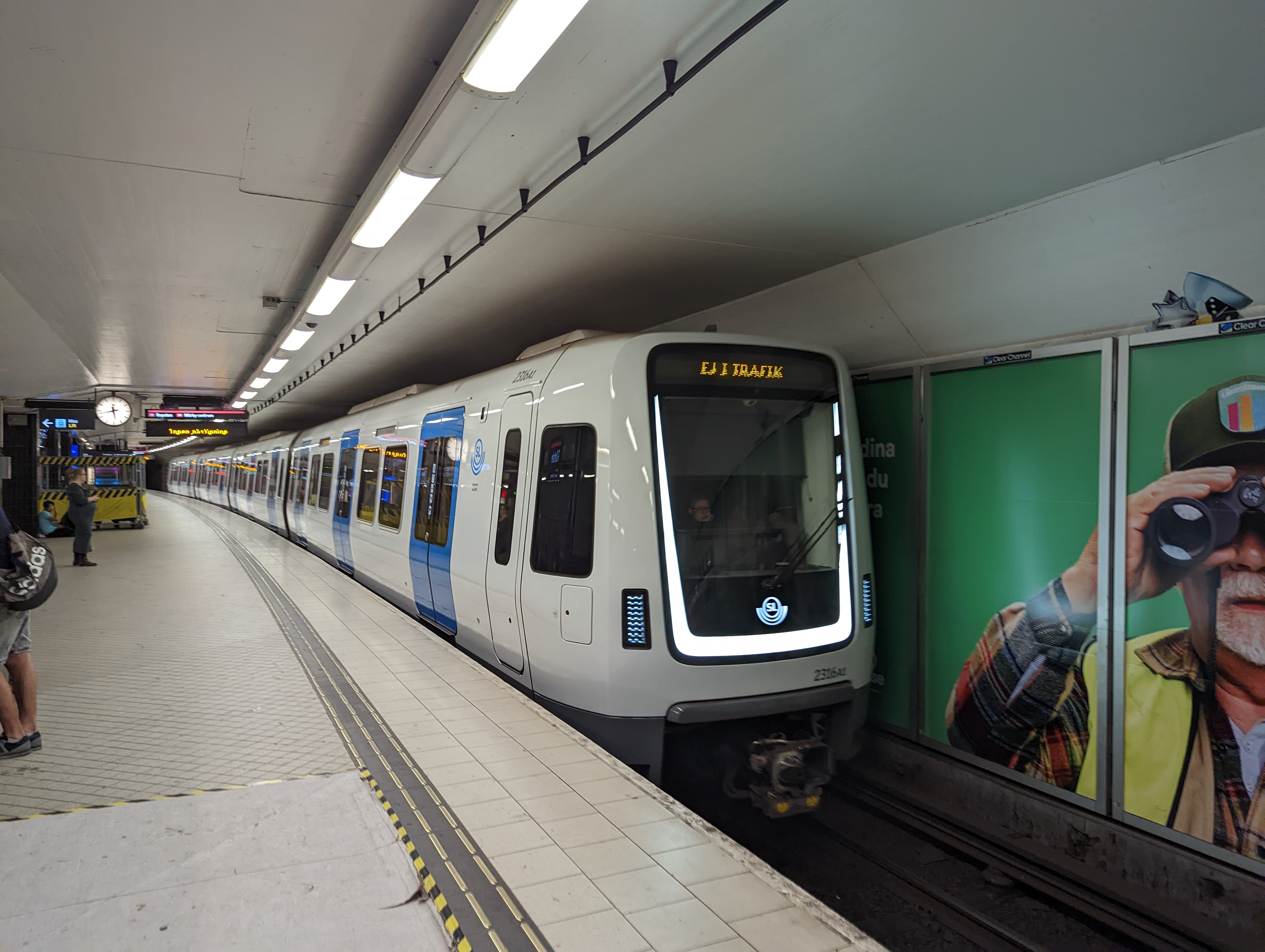
Souprava C30 ve stanici T-Centralen
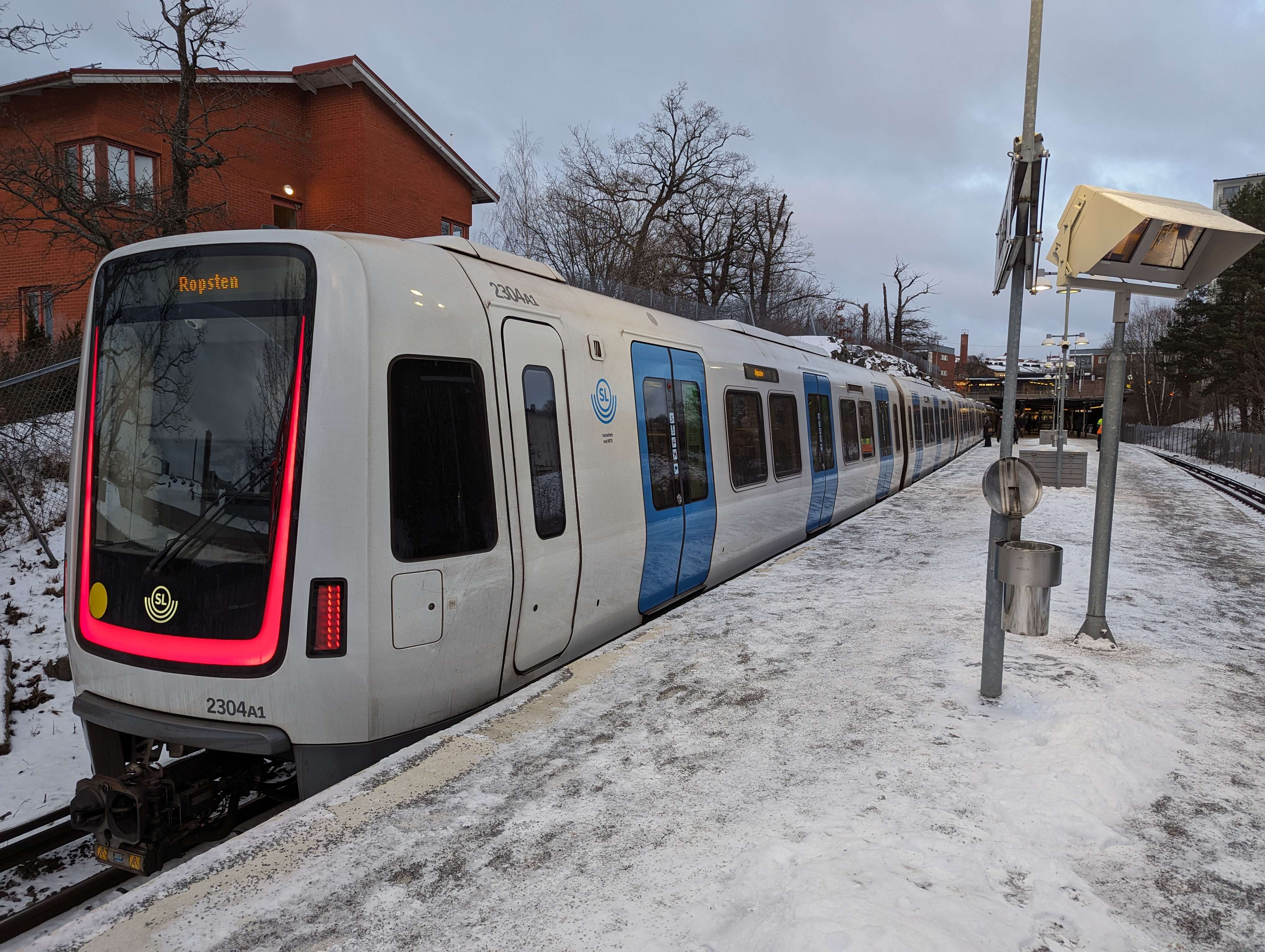
C30 ve stanici Örnsberg
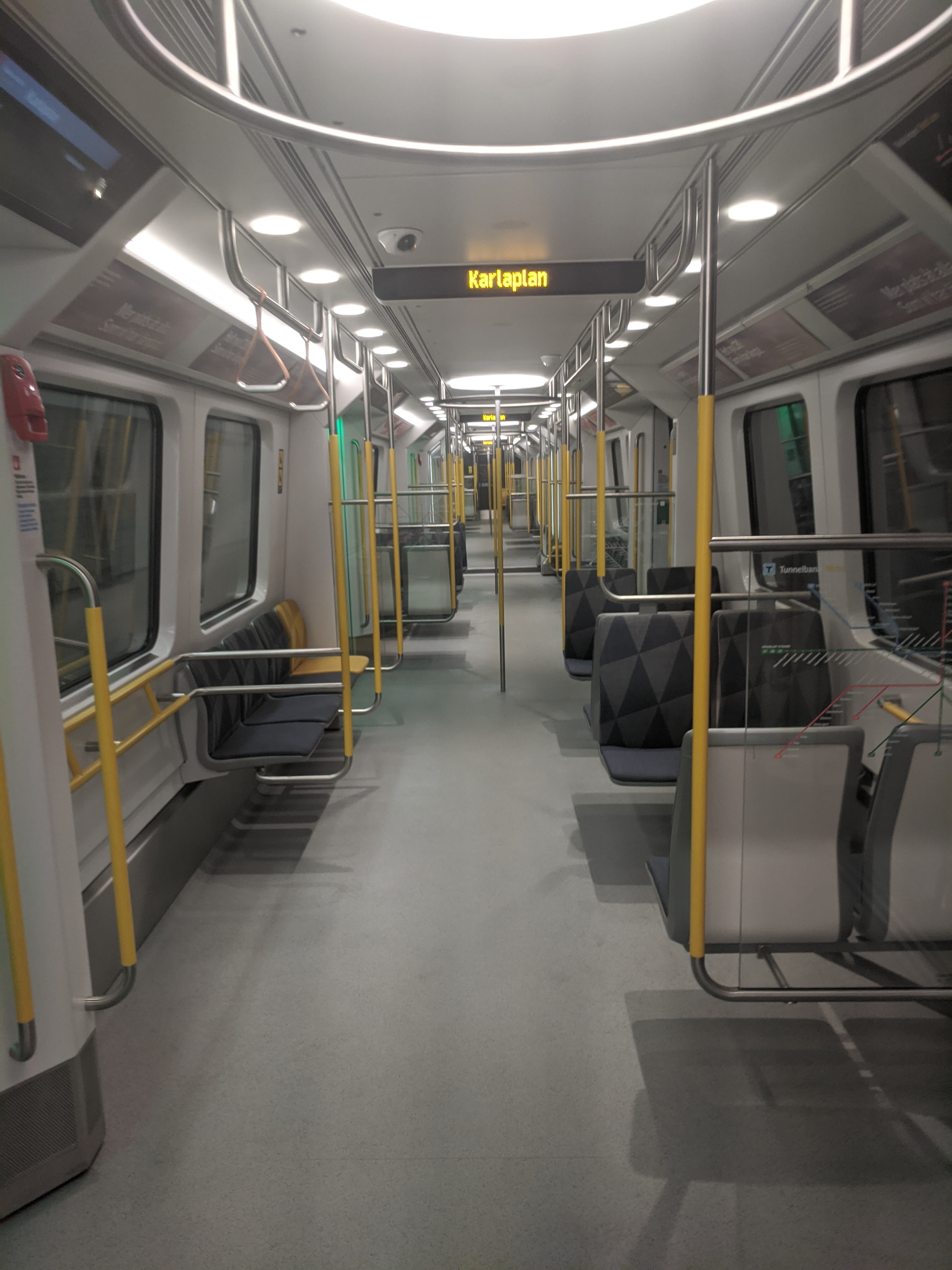
Interiér soupravy C30

## Budoucnost

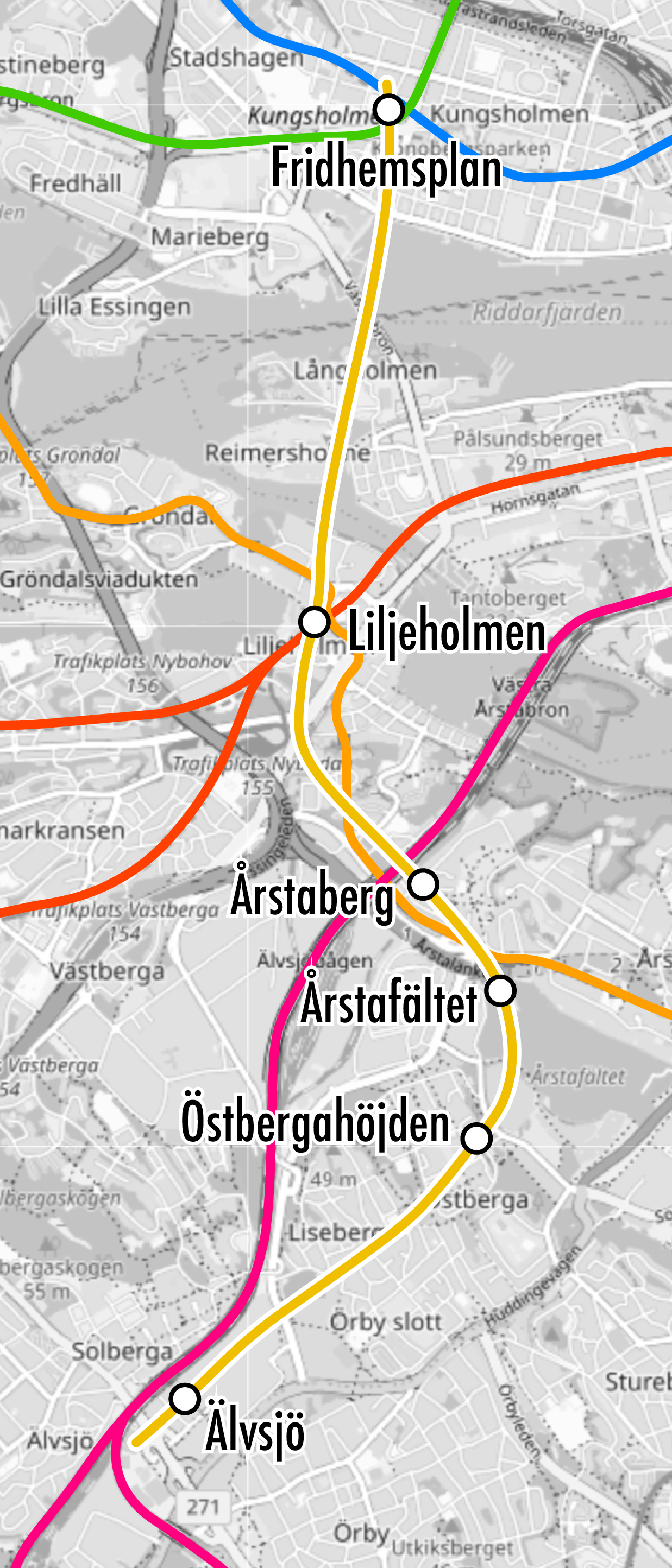
Mapa žluté linky

### Modrá linka
Stockholm plánuje významné rozšíření modré linky na obou jejích koncích. Na severu bude linka prodloužena z Akally ke stanici příměstské dráhy v Barkarby. V centru města bude modrá linka pokračovat ze současné konečné Kungsträdgården do stanice Sofia, kde se bude dělit na dvě větve. Kratší povede do stanice Nacka, delší přes Gullmarsplan do Hagsätry. V úseku Sockenplan – Hagsätra nahradí modrá linka zelenou. Současné stanice zelené linky Enskede gård a Globen budou při této příležitosti zrušeny a nahrazeny novou stanicí modré linky Slakthusområdet.

### Zelená linka
Od roku 2020 probíhá výstavba nového úseku zelené linky Odenplan – Arenastaden se třemi novými stanicemi. Podle původních plánů měl být úsek oddělený od zbytku sítě a fungovat jako samostatná linka. V roce 2016 však bylo přijato rozhodnutí o začlenění toto úseku do zelené linky metra. Po kompletním zprovoznění nových staveb budou všechny tři linky stockholmského metra tvořeny vždy společným úsekem v centru a dvěma větvemi na obou koncích. 

### Žlutá linka
Na rok 2025 je naplánováno zahájení výstavby nové žluté linky, která jako jediná nepovede přes centrum Stockholmu. Bude spojovat stanice metra Fridhemsplan a Liljeholmen se zastávkami příměstských vlaků Årstaberg a Älvsjö. Na rozdíl od ostatních linek bude mít kratší nástupiště (70 oproti 140 metrům) a bude obsluhována vlaky bez strojvedoucích.
| Rok  | Úsek                                                                               | Linka  |
| ---- | ---------------------------------------------------------------------------------- | ------ |
| 2026 | Akalla – Barkarby                                                                  | Modrá  |
| 2028 | Odenplan – Arenastaden                                                             | Zelená |
| 2030 | Kungsträdgården – Hagsätra (v úseku Gullmarsplan – Hagsätra nahradí zelenou linku) | Modrá  |
| 2030 | Sofia – Nacka                                                                      | Modrá  |
| 2035 | Fridhemsplan – Älvsjö                                                              | Žlutá  |

## Galerie

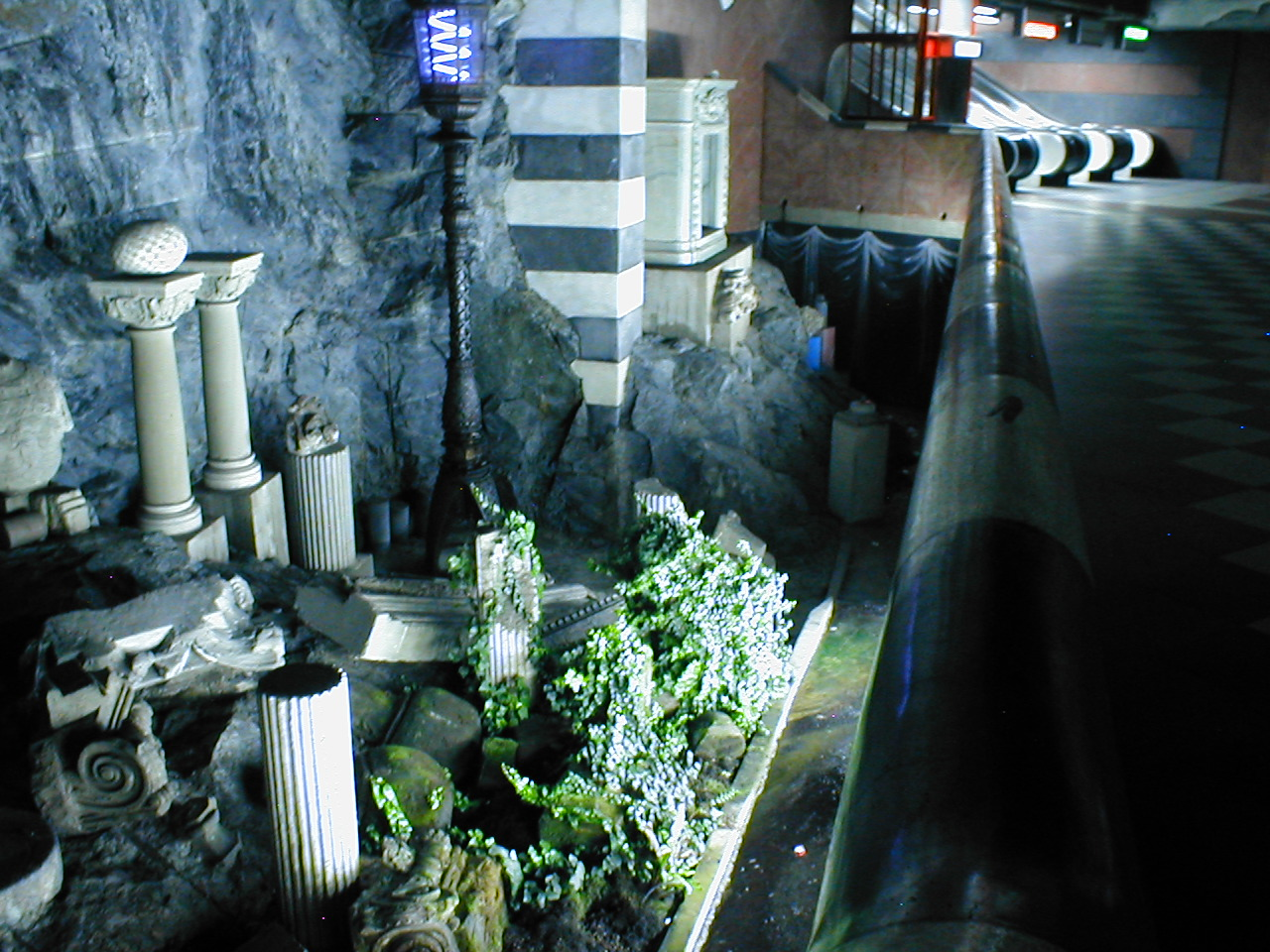
stanice Kungsträdgården
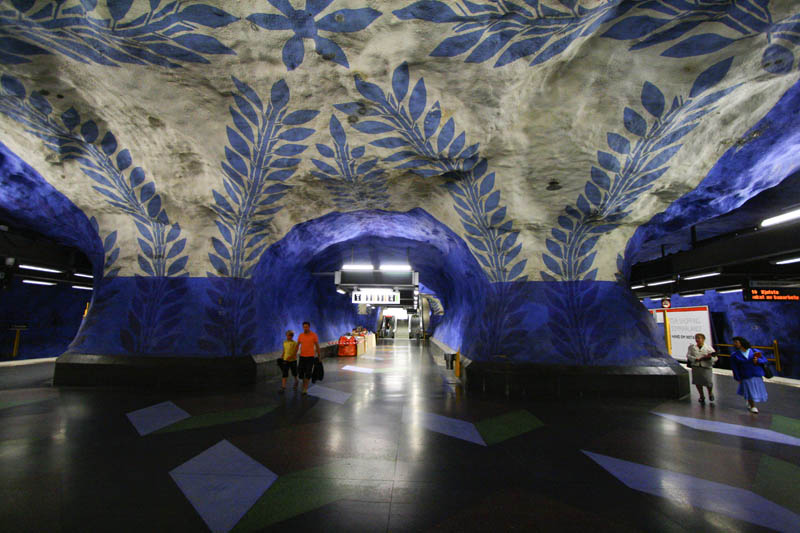
stanice T-centralen
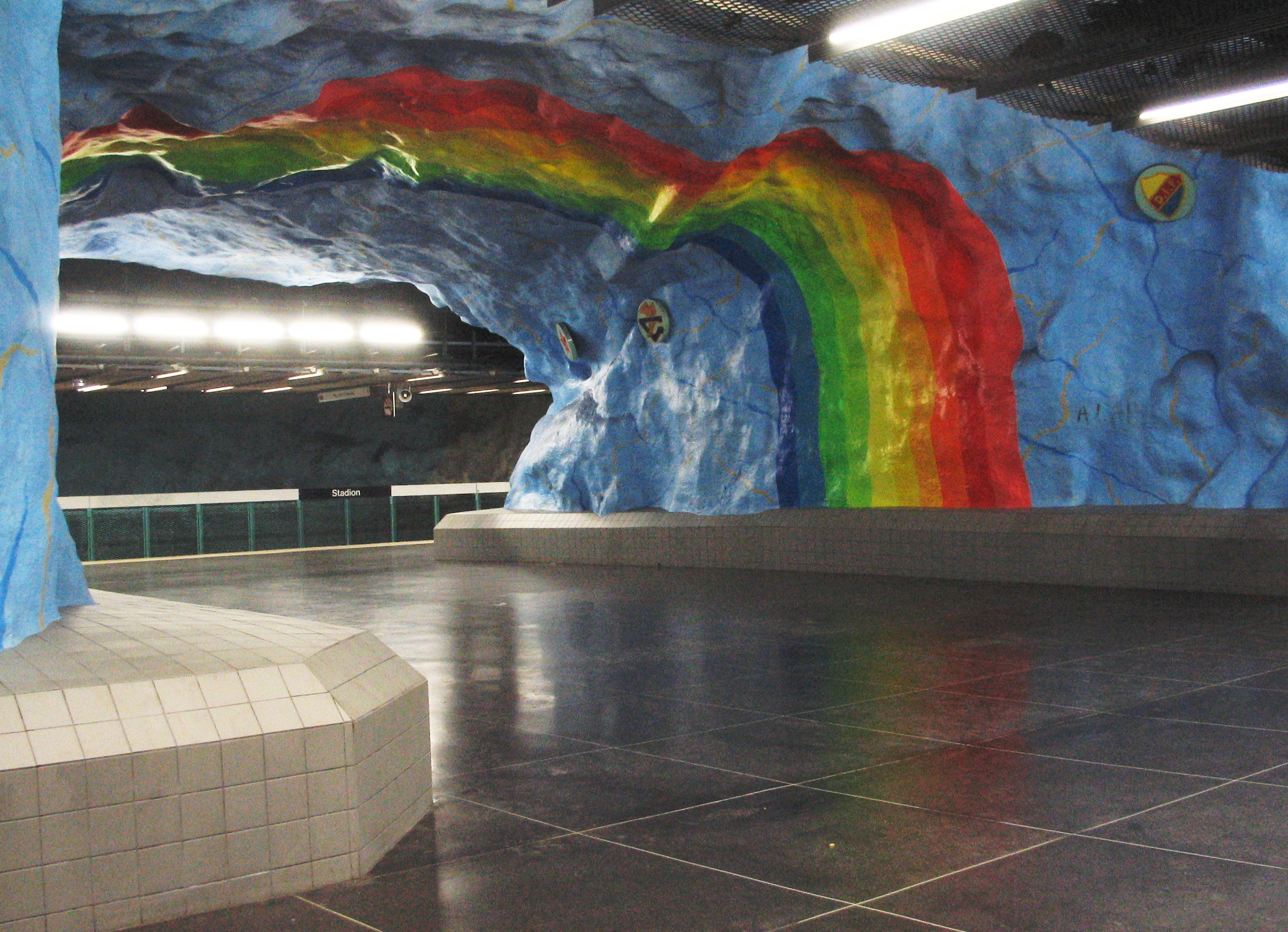
stanice Stadion
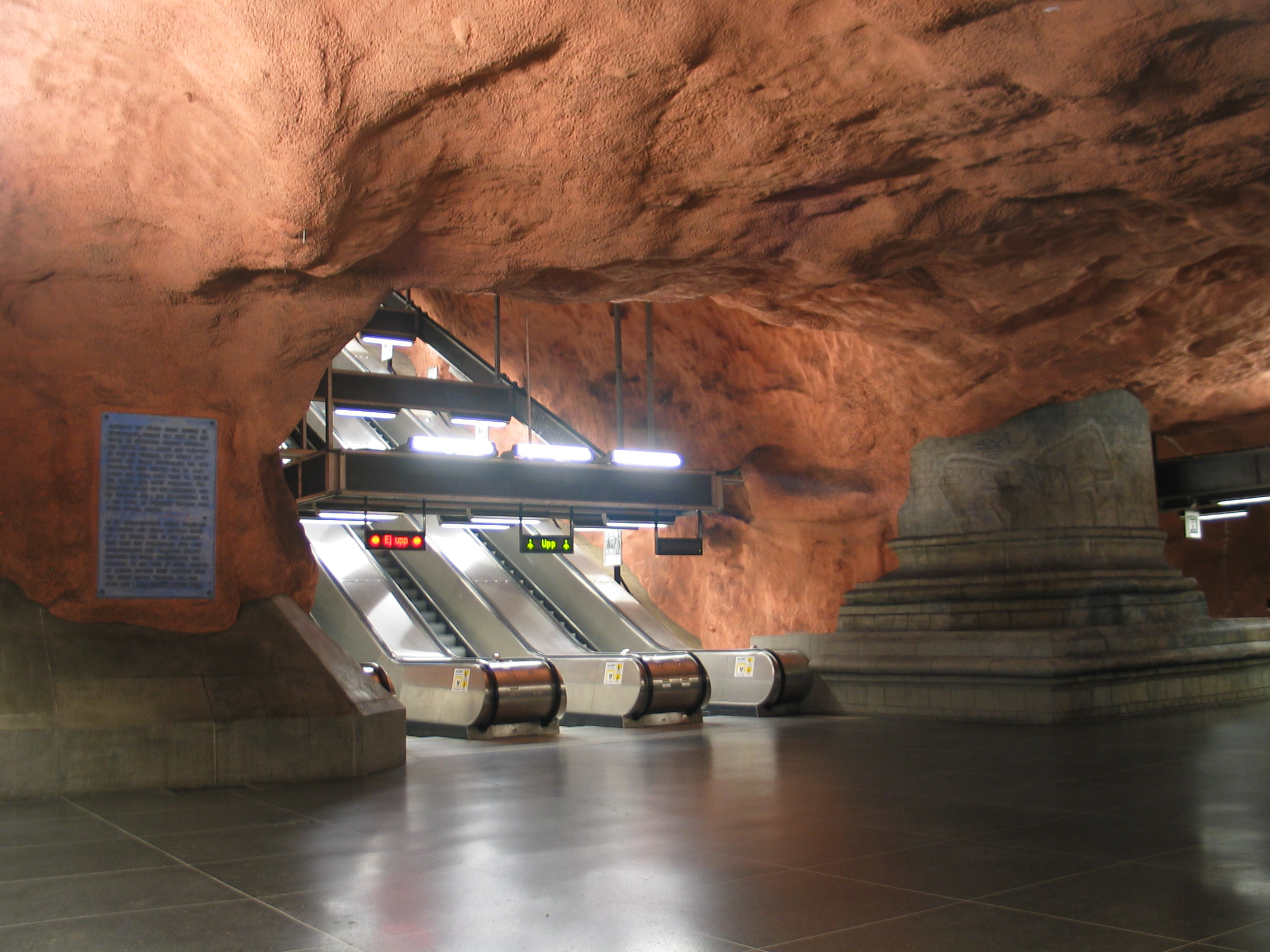
stanice Rådhuset
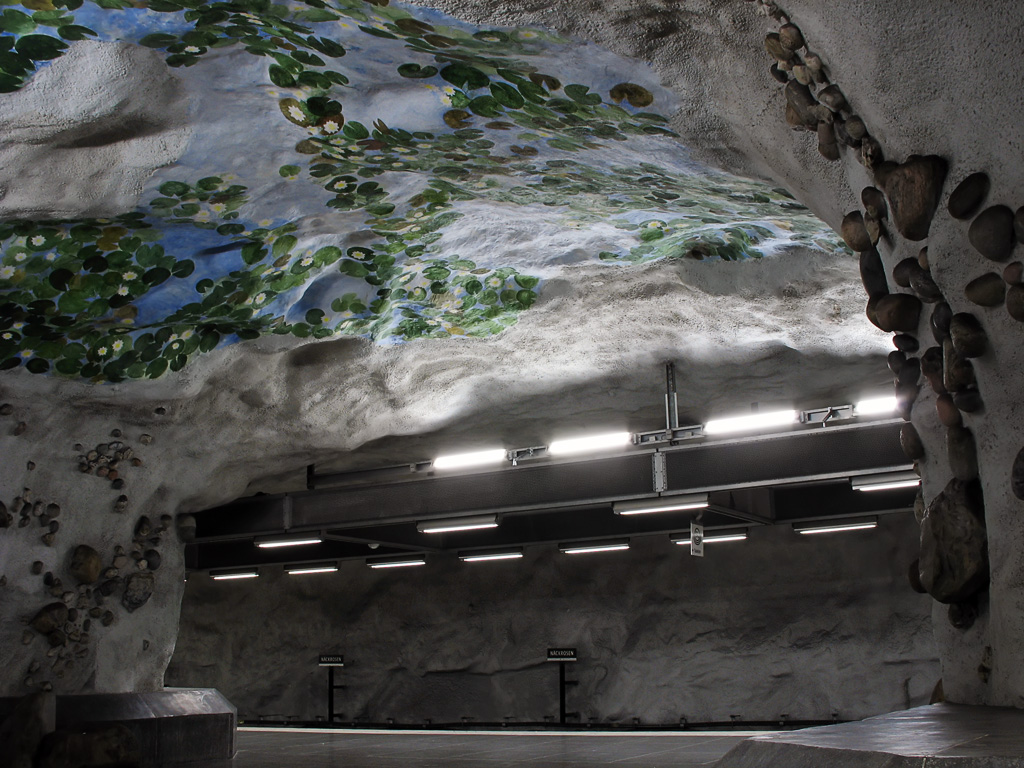
stanice Näckrosen
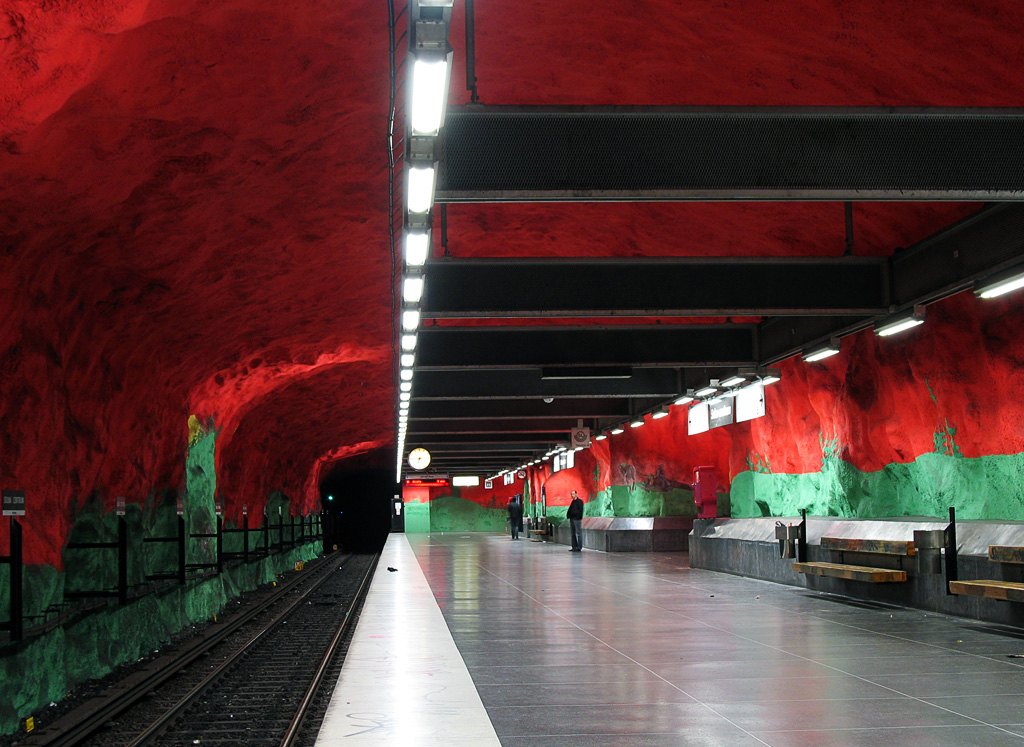
stanice Solna centrum
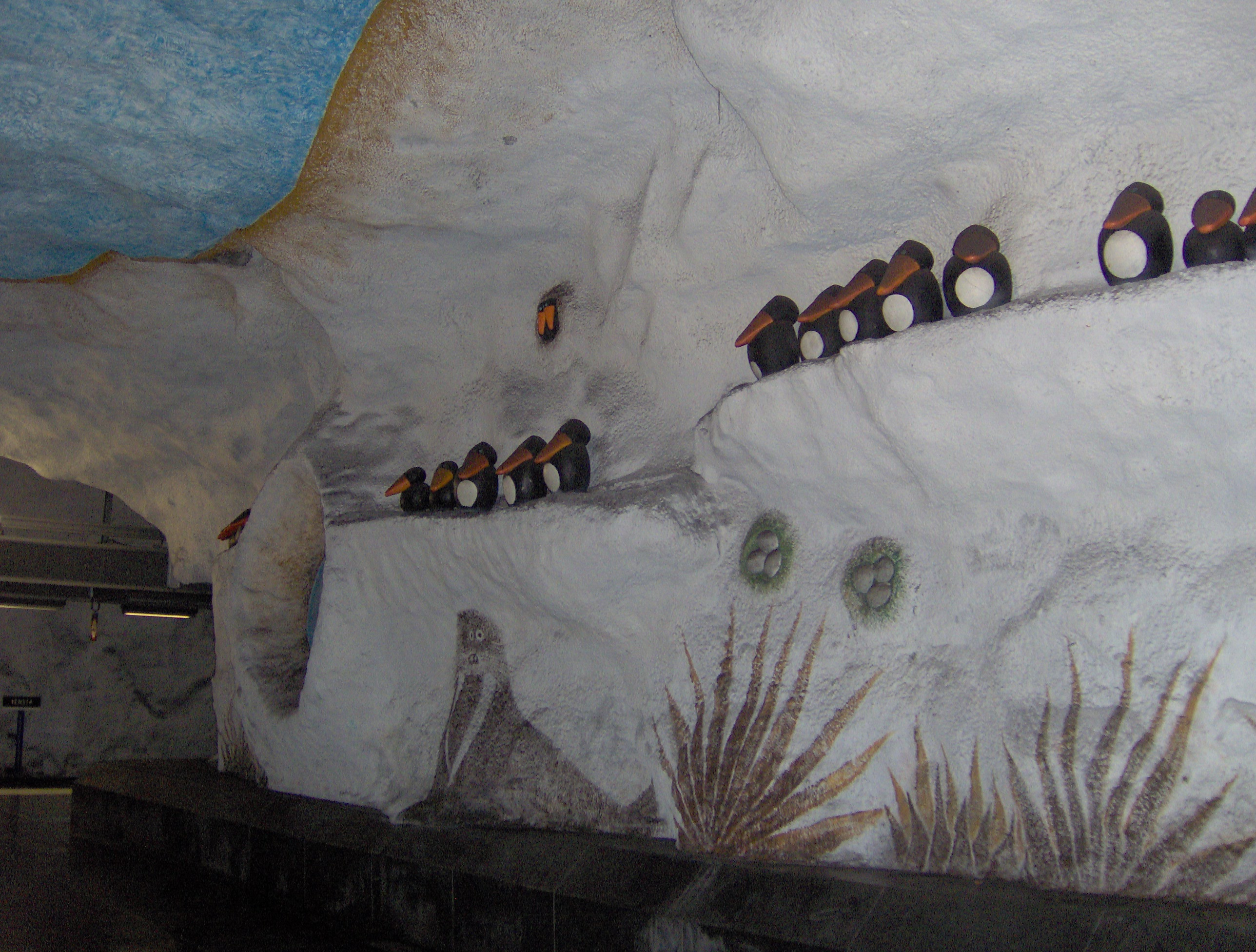
stanice Tensta
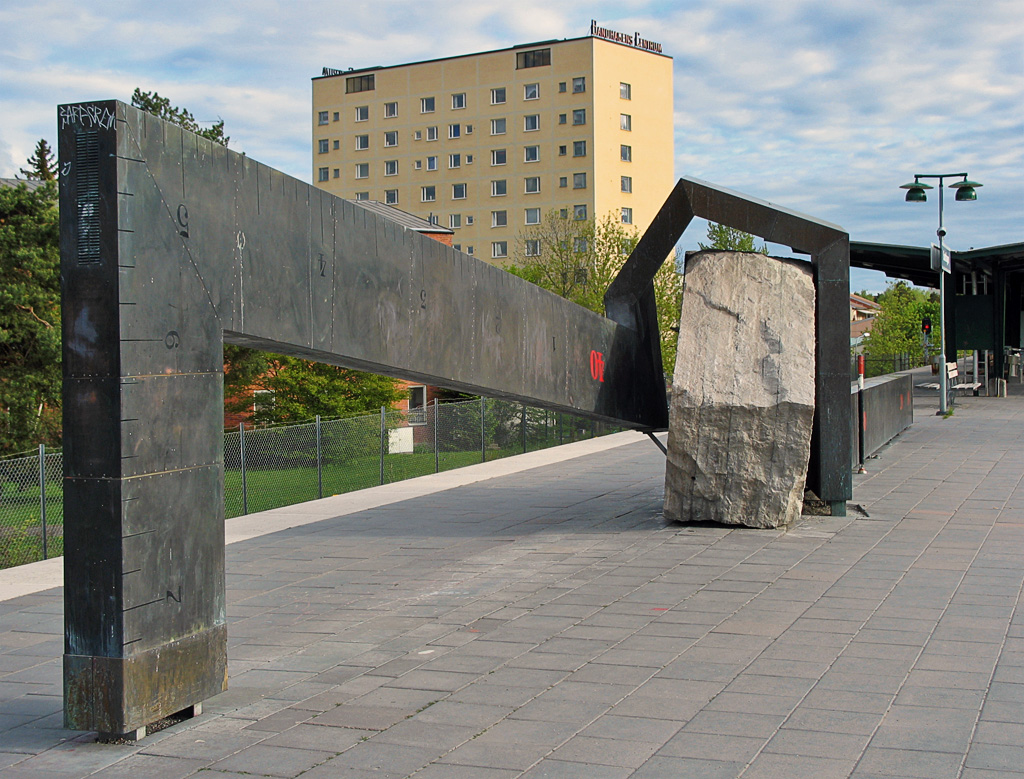
stanice Bandhagen

## Seznam stanic
| - Hässelby strand - Hässelby gård - Johannelund - Vällingby - Racksta - Blackeberg - Islandstorget - Ängbyplan - Akeshov - Brommaplan - Abrahamsberg - Storamossen - Alvik - Kristineberg - Thorildsplan - Friedhemsplan (přestupní) - S:t Eriksplan - Odenplan - Radmansgatan - Hötorget - T-Centralen (hlavní přestupní) - Gamla stan (přestupní) - Slussen (přestupní) - Medborgarplatsen - Skanstull - Gullmarsplan - Globen - Enskedegard - Sockenplan - Svedmyra - Stureby - Bandhagen - Högdalen - Ragsved - Hagsätra - Skarmarbrink - Blåsut - Sandsborg - Skogskyrkogården - Tallkrogen - Gubbängen - Hökarangen - Farsta - Farsta strand - Hammarbyhöjden - Björkhagen - Härrtorp - Bagarmossen - Skarpnäck | - Norsborg - Hallunda - Alby - Fittja - Masmo - Varby gård - Varberg - Skärholmen - Sätra - Bredäng - Hälarhöjden - Axelsberg - Örnsberg - Aspudden - Fruängen - Västertorp - Hägerstensasen - Telefonplan - Midsommarkransen - Liljeholmen - Hornstull - Zinkensdamm - Mariatorget - Slussen (přestupní) - Gamla stan (přestupní) - T-Centralen (hlavní přestupní) - Östermalmstorg - Karlaplan - Gärdet - Ropsten - Stadion - Teniska högskolan - Universitetet - Bergshamra - Danderys sjukhus - Mörby centrum | - Kungsträdgården - T-Centralen (hlavní přestupní) - Rådhuset - Friedhemsplan (přestupní) - Standshagen - Västra skogen - Solna centrum - Näckrosen - Hallonberger - Kista - Husby - Akalla - Huvudsta - Solna strand - Sundbybergs centrum - Dubvo - Rissne - Rinkeby - Tensta - Hjulsta |  |